# 小柴貯油施設
小柴貯油施設（こしばちょゆしせつ）は、かつて神奈川県横浜市金沢区にあった在日米軍の航空燃料貯蔵施設。2005年に日本国に返還され、横浜市が公園（小柴自然公園）として跡地を整備し、第1期エリア（約12.5ha）が横浜市内初の「インクルーシブ遊具広場」として2023年9月に開園した。第3期の完成は2032年頃を予定している。

## 歴史
戦前に日本海軍により燃料貯蔵基地として建設され、1948年10月3日より在日米軍により接収された。1973年3月22日には金沢地先埋立事業にともないシーバースを移設・集約することが日米合同委員会で合意。1975年12月4日に移設工事が完了し、引き渡された。1977年2月24日には、日米合同委員会において地下貯油タンク1基を施設内に移設することが合意され、1979年4月に移設工事が完了した。1981年10月13日には6号タンクが爆発し火災が発生したが、横浜市消防局と米軍消防隊により消し止められた。日米合同委員会で2004年10月に一部返還、2005年10月に陸地部分全域と制限水域の一部について返還が合意され、これに沿い2005年12月に陸地部分全域と制限水域の一部が返還された。2009年6月と10月には、「開港150周年の森植樹祭」が開催された。跡地は広域公園として整備が予定されているが、南関東防衛局による2007年から3年間にわたる土壌調査の結果、敷地の3.6%に土壌汚染対策法の基準値を越えるベンゼン・鉛・ヒ素の汚染が検出され、着工は遅れている。

## 施設

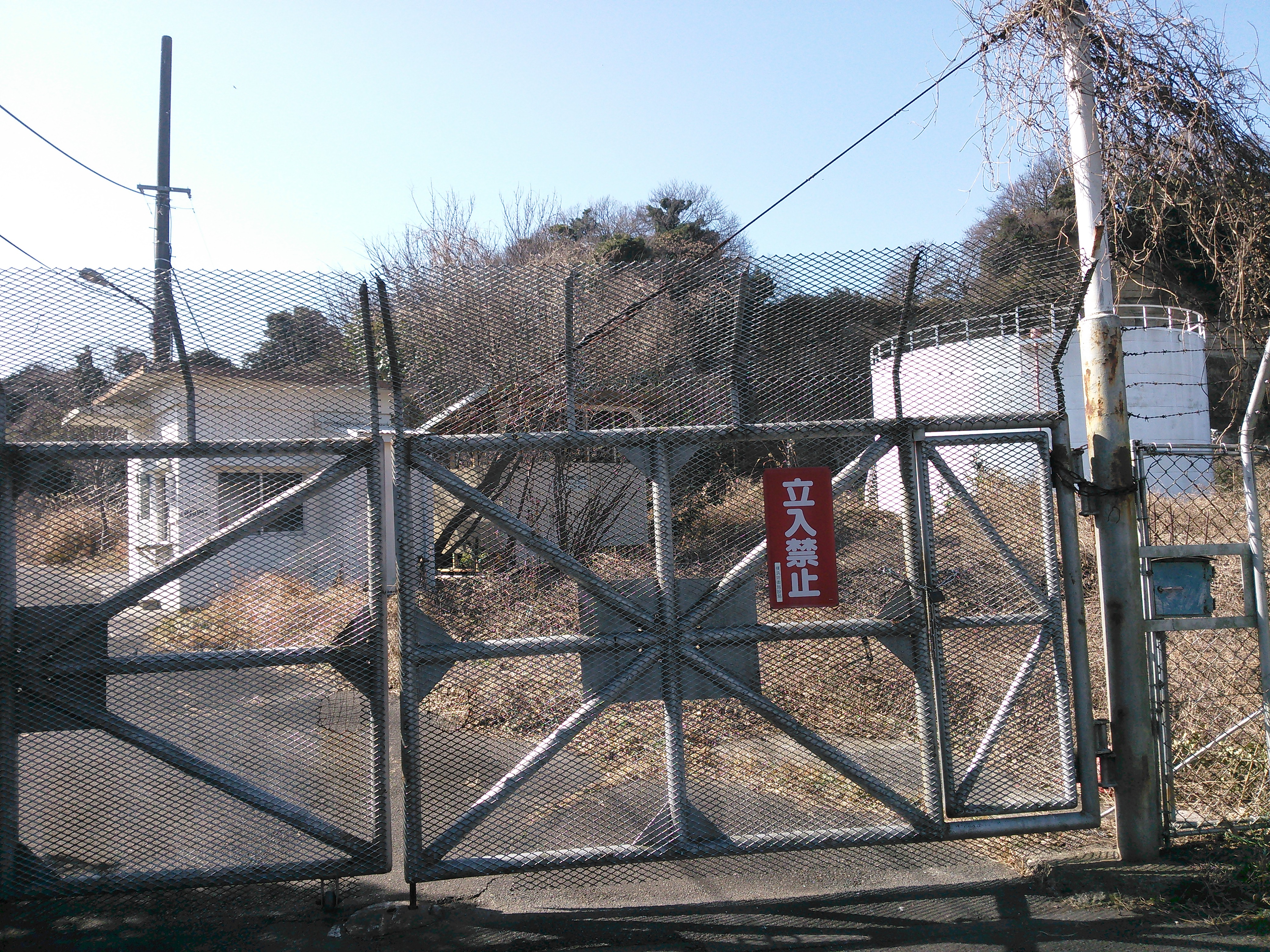
並木側ゲート。直径15m・高さ9mの35号タンクが残る

所在地は金沢区柴町、長浜、幸浦二丁目、並木三丁目にまたがる。陸上部の面積は526,205m2で、そのうち国有地511,859m2（97.3％）、市有地4,746m2（0.9％）、民有地は9,600m2（1.8％）を占める。制限水域は約470,000m2で、このうち後述のBバース跡の北緯35度21分37.4秒 東経139度39分32.6秒 / 北緯35.360389度 東経139.659056度の点を中心とする半径365.5メートルの円周によって囲まれる水域約420,000m2は未返還であり、浚渫や底引き網は制限される。陸上部には地下タンク29基と地上タンク5基があり、地下タンクは直径37～38m・高さ28～29mの大型タンク11基、直径18m・高さ20～21mの中型タンク14基、10×18×6.5mのスペースに2基ずつ納められた小型タンク計4基。1981年に爆発火災を起こした6号タンクは、大型のタイプである。地上タンクは直径23m・高さ11mのものが4基と、直径15m・高さ9mのものが1基ある。このうち小型地下タンク4基と直径15mの地上タンクは東側の低地、残りは丘陵部に配置されていた。地下タンクの内空体積の合計は458,781m3であった。シーバースは、金沢区東部の海上に北東に向かうAバース・南東に向かうBバースの2か所あり、海底および長浜水路沿いのパイプラインで陸上部につながっていた。Aバースで大型タンカーから航空燃料を陸揚げし、Bバースで小型タンカーに積み込み鶴見区安善町の鶴見貯油施設に移送し、さらに横田飛行場・厚木海軍飛行場・立川飛行場に陸送するものであったが、金沢地先埋立事業に支障するため、1975年にBバース側に集約された。現在は横須賀市の吾妻島に所在する吾妻倉庫地区から鶴見貯油施設に航空燃料が輸送される。
貯油施設の南側には旧日本軍が1939年に完成した長さ180メートルの通称「小柴トンネル」がある。貯油施設近くの住民や、路線バスの転回場に使われてきたが、米軍接収時に権利設定がなされず長らく所有者不明の状態であった。笹子トンネル天井板落下事故を受け、財務省関東財務局が国の所有物であるとした上で、安全性を確認したのち所有権を横浜市に移管し、市では小柴貯油施設跡地公園のエントランスの一つとして活用する方針である。
2020年8月25日、作業員1名が重機作業中に貯油タンクに転落し死亡する事故があった。

## 公園開設に向けた動き

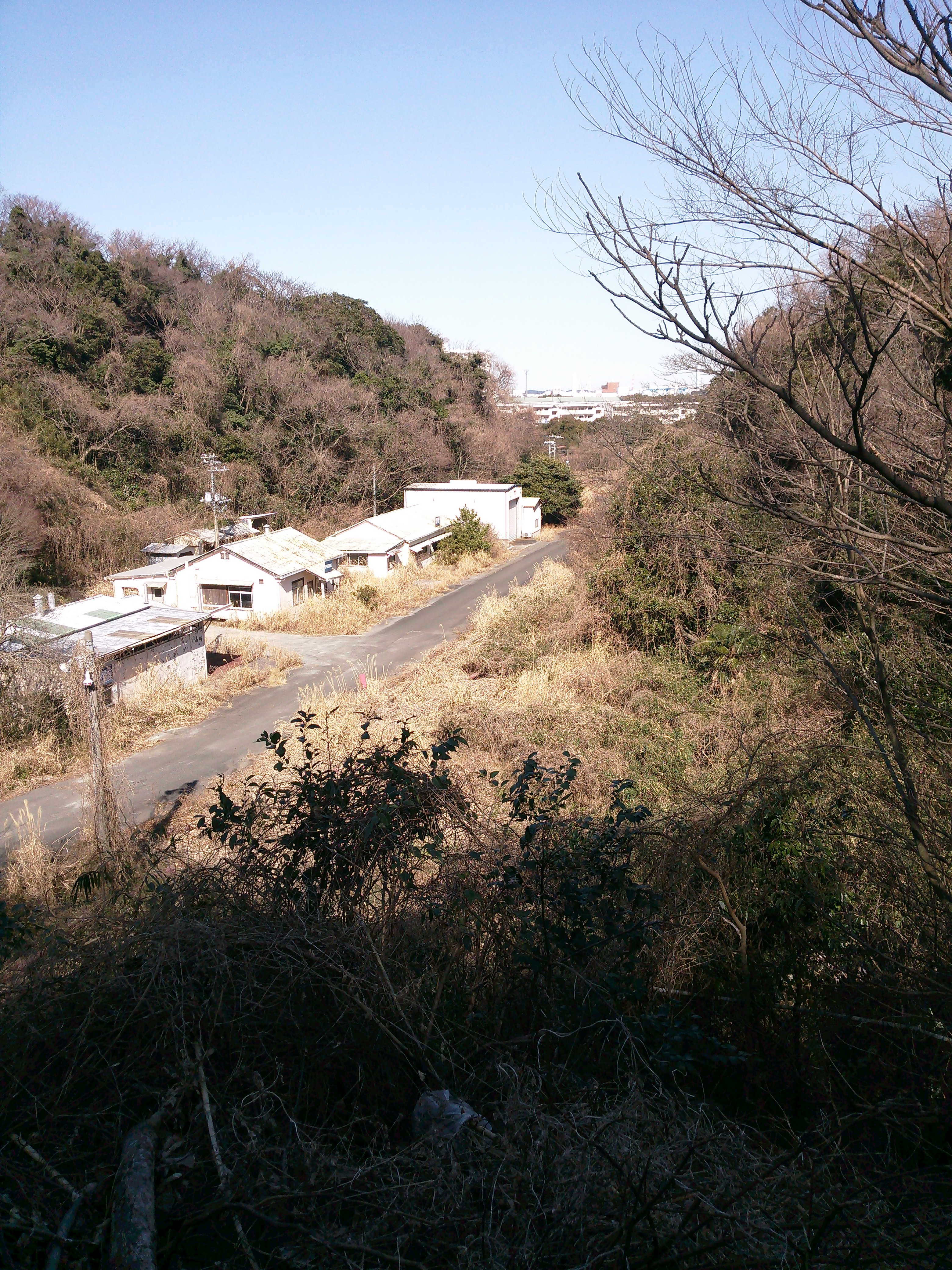
柴シーサイドファームより

陸上部は東西方向、南北方向各1Kmの丘陵地で、西から東へ向けて傾斜し、東端は埋立以前の海岸線となる。標高は最も高いところで83.1mである。敷地の約6割は緑地で、コナラを中心とした雑木林が広がる。横浜市の動植物調査では1200種が確認され、営巣は見られなかったもののオオタカやハヤブサも発見されている。水路は北西部と南部にあり、北西部ではサワガニやカワニナ、南部ではこれに加えヘイケボタルの生息が確認された。貯油施設東部および旧海岸線の小柴埼緑道を「緑の広場空間創造エリア」、北西部を「自然環境保全エリア」、南部を「里山空間再生エリア」、中央部を「活動・体験・学習エリア」と4つにゾーン分けし、「緑の広場空間創造エリア」を第1期として、2017年度から約5年をかけて整備される。このエリアは平坦な低地で、多目的広場や既存建物を利用した管理棟、南東部は国道357号に近接しており駐車場も設ける計画で、2019年度ないし2020年には一部供用開始を目指している。「自然環境保全エリア」および「里山空間再生エリア」は第2期事業として展望広場や水田などの農業体験施設が設けられ、概ね2026年度までに整備される。「活動・体験・学習エリア」は大型タンクが多いゾーンで、環境学習の拠点や、歴史的遺構の見学施設が計画されている。第2期の整備終了後2027年度から着手され、全面開園は2032年度となる見込みである。
米軍から返還された財産を公園とする場合には、国から地方公共団体に対し2/3を無償貸付、1/3を時価で売却することが原則であるが、売却には工作物を撤去し更地とする必要がある。国が除却に要する費用が売却額を上回り、撤去作業の過程で緑が失われることが懸念されるため、全面積について無償貸付とされる。地下タンクは撤去せず埋め戻され、地上タンクの一部はモニュメントや、壁面緑化の見本として活用される。なお、日米地位協定に基づき、在日米軍に工作物撤去・原状回復の義務はない。